# Odiáxere
Odiáxere é uma vila portuguesa sede da Freguesia de Odiáxere do Município de Lagos, freguesia com 31,85 km² de área e 3046 habitantes (censo de 2021), tendo, assim, uma densidade populacional de 95,6 hab./km².
A povoação de Odiáxere foi elevada à categoria de vila em 1 de julho de 2003.
Limita com as seguintes freguesias: Mexilhoeira Grande (NE), Alvor (E), São Sebastião (O), Bensafrim (NO). 
Até à década de 1950 Odiáxere escrevia-se "Odeáxere".

## Património

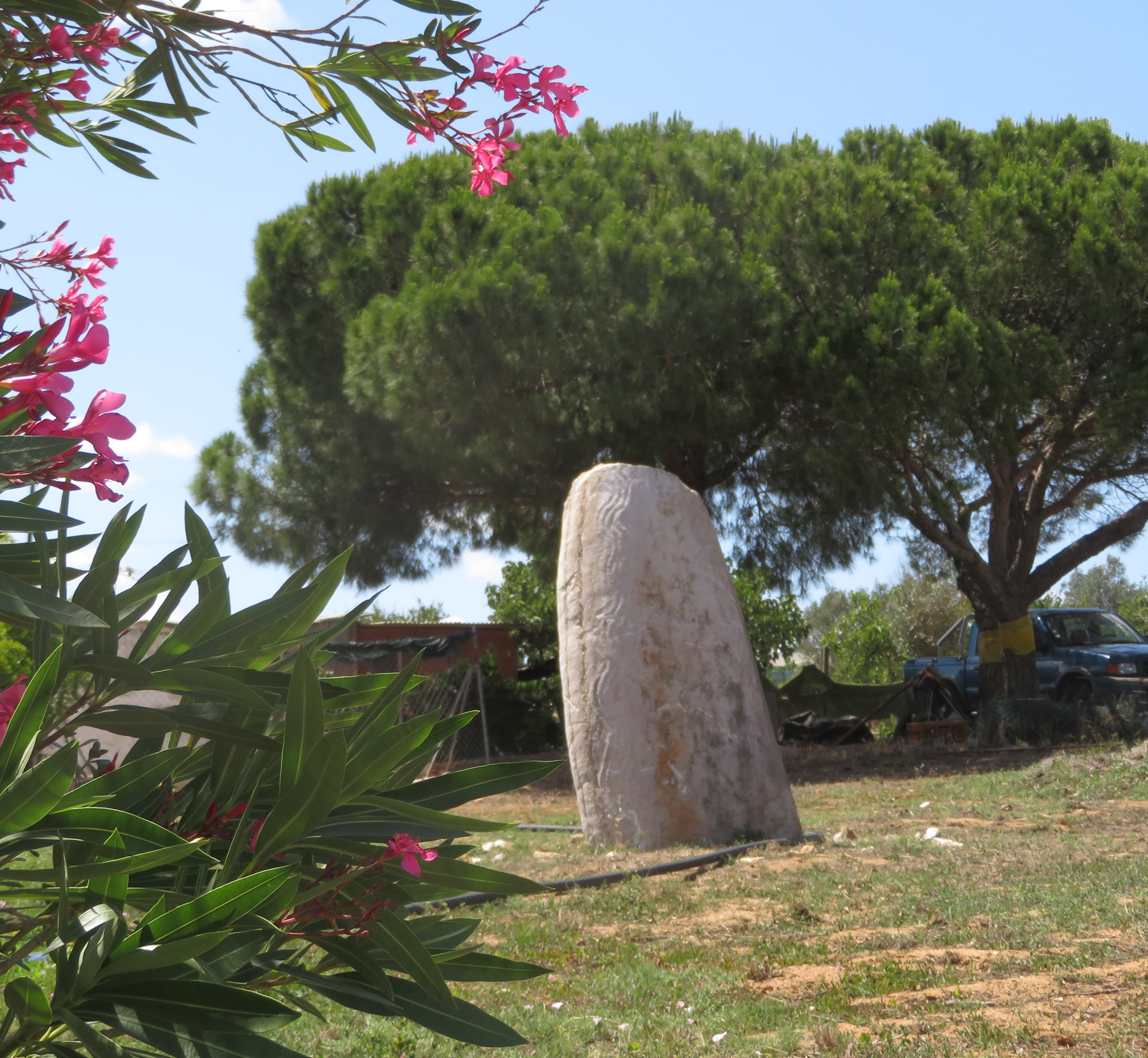
Menir de odiáxere

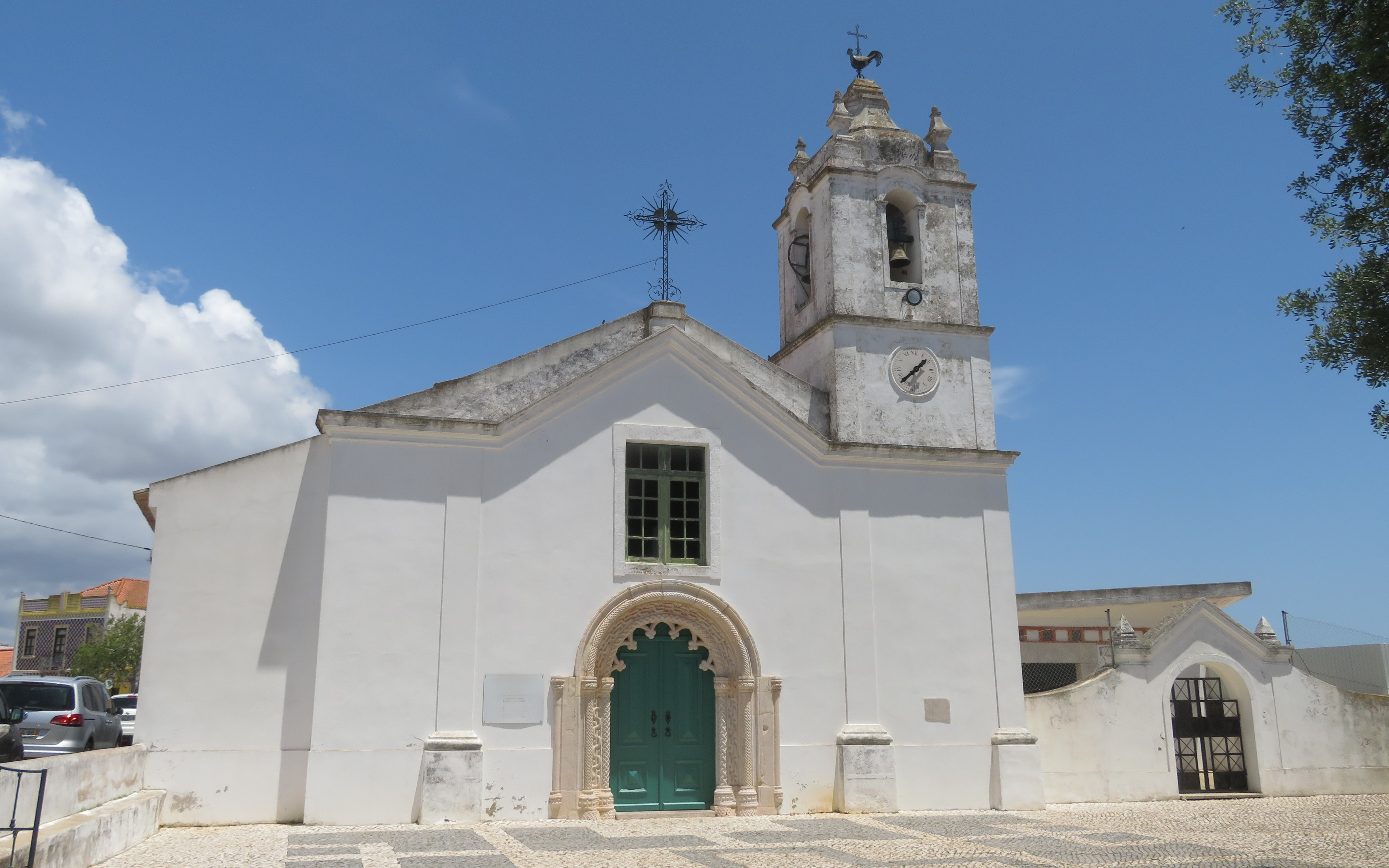
Igreja Matriz

- Igreja Matriz de Odiáxere ou Igreja Paroquial de Odiáxere[5]
- Ria de Alvor, um sítio Natura 2000
- O Menir de Odiáxere fica a sudoeste da vila no jardim da Quinta Menir, com uma interessante decoração[6].

## Cultura

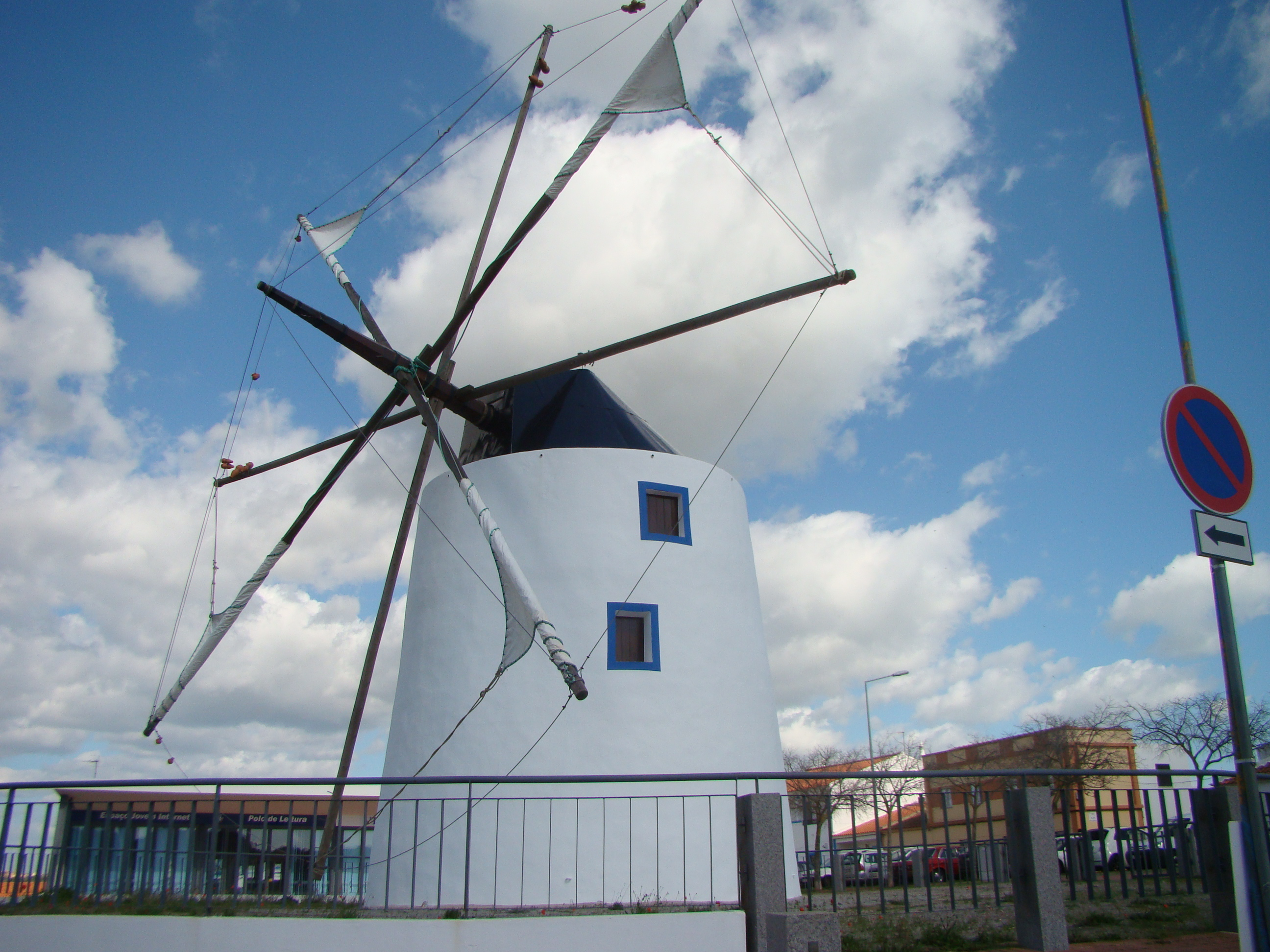
Moinho tipicamente algarvio em Odiáxere.

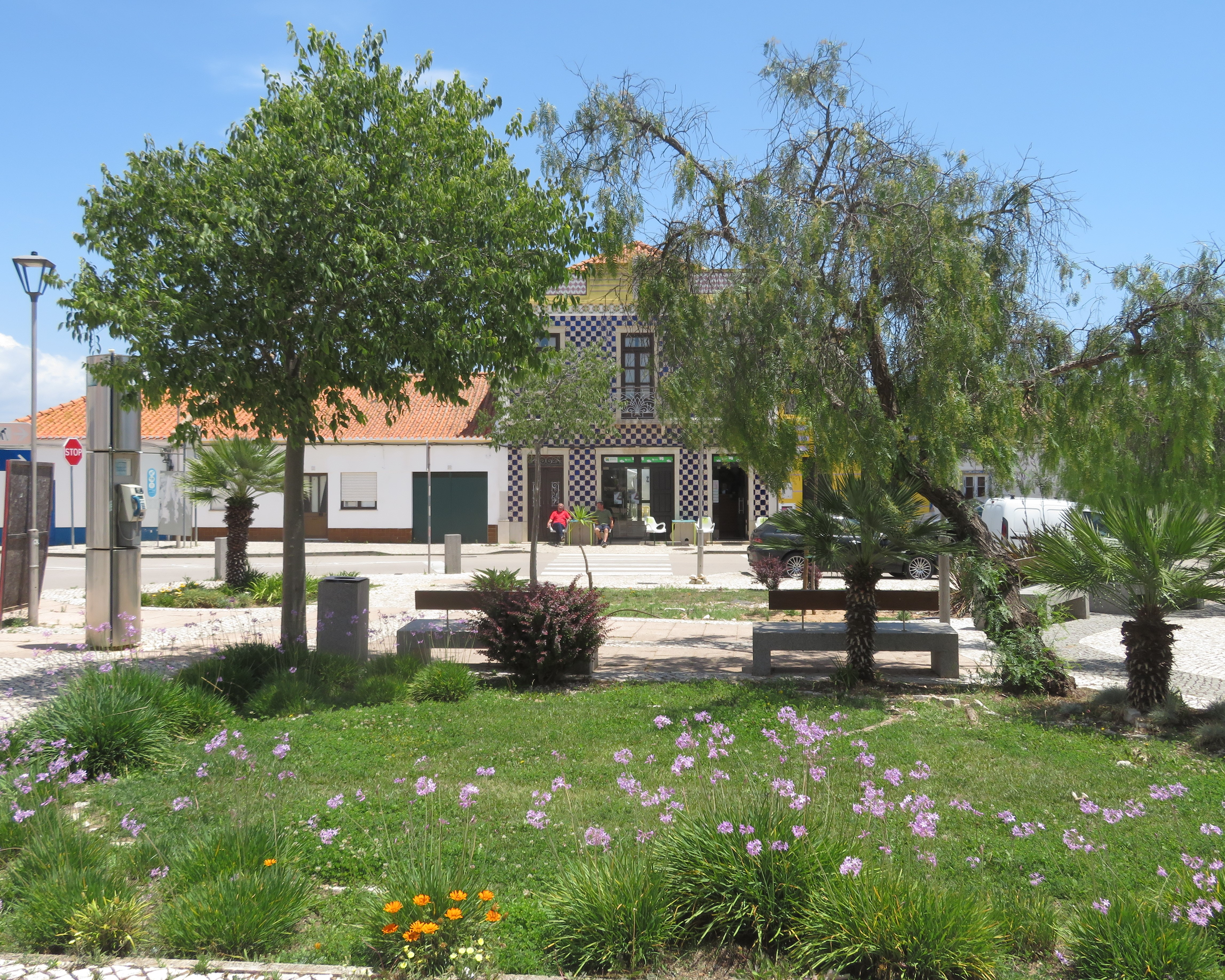
Largo da Liberdade no centro da vila

No início do Século XXI esta Vila é palco de um livro escrito por uma conterrânea, Maria do Rosário Bago d'Uva, "Povo na Minha Memória, Gentes e Ofícios". Neste livro a autora transporta-nos para a vida dessa aldeia nos anos 50 do século passado: Os personagens ganham vida, dialogam, algumas técnicas de trabalho são descritas em pormenor, a alegria da humildade e simplicidade invade o leitor.
Em relação a Odiáxere, a Maria do Rosário escreve:
"Sentir ainda o cheiro bucólico a passado, a estevas e a fumo de noite e a pão mole de manhãzinha..."
"Sentir o cheiro a poesia que não consigo encontrar hoje no meio da confusão..."
"Poesia existia sim, no rodar das velas do moinho, na água a correr na azenha, no bater da roupa na pedra da ribeira..."

## Transportes
Até 2003, a localidade era servida por um apeadeiro ferroviário.

## Demografia
A população registada nos censos foi:
| Distribuição da População por Grupos Etários | Distribuição da População por Grupos Etários | Distribuição da População por Grupos Etários | Distribuição da População por Grupos Etários | Distribuição da População por Grupos Etários |
| -------------------------------------------- | -------------------------------------------- | -------------------------------------------- | -------------------------------------------- | -------------------------------------------- |
| Ano                                          | 0-14 Anos                                    | 15-24 Anos                                   | 25-64 Anos                                   | > 65 Anos                                    |
| 2001                                         | 323                                          | 279                                          | 1319                                         | 601                                          |
| 2011                                         | 482                                          | 273                                          | 1566                                         | 663                                          |
| 2021                                         | 434                                          | 325                                          | 1564                                         | 723                                          |